# Grosio
Grosio es un municipio italiano de 4.827 habitantes de la provincia de Sondrio que forma parte de la Comunità Montana della Valtellina di Tirano. 
Se trata de una localidad antigua. El poblamiento de la zona se remonta a la Edad del Bronce y queda testimoniado por el mayor monumento arqueológico de la Valtellina: la Rupe Magna. Como la más famosa y vecina Val Camonica, también aquí se encuentran incisiones rupestres.
Durante la Edad Media, fue un feudo de los Venosta, quedando de esta época dos castillos sobre la localidad, el primero de fundación episcopal llamado de San Faustino, y el segundo, llamado castillo nuevo o de los Visconti que se remonta en realidad a la época de las luchas entre güelfos y gibelinos.
Durante el siglo XVII, esta región tenía frecuentes contactos con la República de Venecia. Muchos grosinos iban a trabajar a Venecia o como soldados. El vestido típico del país, diferente de los demás de la zona, se debe a estos contactos y se remonta a esta época.
La villa Visconti Venosta, es actualmente un museo municipal.

## Evolución demográfica
| Gráfica de evolución demográfica de Grosio entre 1861 y 2001 |
|                                                              |
| Fuente ISTAT - elaboración gráfica de Wikipedia              |

- Datos: Q40653
- Multimedia: Grosio / Q40653

1. ↑  Worldpostalcodes.org, código postal n.º 23033.
2. ↑  «Codici Catastali». Comuni-italiani.it (en italiano). Consultado el 29 de abril de 2017.